# Methernitha
Methernitha ist die Bezeichnung einer christlichen Gemeinschaft sowie einer Genossenschaft aus Linden in der Schweiz. Ursprünglich 1956 von Paul Baumann als rein religiöse Gemeinschaft gegründet, wurde sie 1960 in die christliche Glaubensgemeinschaft und die Genossenschaft geteilt.

## Die christliche Vereinigung Methernitha
Die Mitglieder der Vereinigung leben nach christlichen Grundsätzen und verzichten auf Basis einer Selbstverpflichtung auf den Genuss von Alkohol, Tabak und Drogen. Die meisten Mitglieder wohnen in Linden.

## Die Gründer
Der Gründer dieser christlichen Sondergemeinschaft war Paul Baumann (* 30. November 1917 in Heimenschwand; † 19. August 2011), auch Vatti genannt, und stammte aus einer Familie des Evangelischen Brüdervereins. 
Sein Vater war Schneider, konnte die Familie zwischendurch aber nicht alleine durchbringen. So wurde Paul Baumann als Kind als Verdingbub herumgeschoben. Er war kein guter Schüler, hatte aber ein mechanisches und technisches Talent und konnte Uhren und Geräte reparieren.
In seinen Offenbarungen sind immer noch Einflüsse des Brüdervereins spürbar. Es wird zwar betont, dass jeder «seine eigene Spiritualität» leben müsse, aber es gilt trotzdem als erstrebenswert, möglichst das ganze «Gesetz Gottes» einzuhalten. Baumanns Visionen, die für die Gemeinschaft in der Gründerzeit (1950) noch eine gewisse Bedeutung gehabt haben, spielen in der religiösen Anschauung der heutigen Gemeinschaft keine spürbare Rolle mehr. Diese Visionen werden akzeptiert, ihnen kommt jedoch nur individuelle Bedeutung zu. Von entscheidendem Einfluss waren sie für Paul Baumann selbst, denn erst aufgrund dieser Visionen hat er «den Weg zur Bibel gefunden».
Schon kurz nach der Schulzeit hatte Baumann nach eigenen Angaben Kontakt mit «Boten aus der Geistwelt». Immer mehr Menschen suchten Kontakt zu Baumann aufgrund seiner Lehren, die er von den «Geistwesen» erhielt. 1952 oder 1956 wurde die Geistige Vereinigung Linden gegründet. Sie wurde später Geistige Vereinigung Methernitha genannt.
Baumann ist auch bekannt für die Konstruktion der «Testatika», angeblich ein auf «freier Energie» basierender Gleichstromgenerator. Die Behauptung, die Maschine erzeuge auf nichtkonventionelle Weise Strom, konnte nie überprüft werden, da kein Exemplar für unabhängige Untersuchungen zur Verfügung gestellt wurde.
Die Kernbotschaft der Methernitha ist: Als Einzelwesen und in der Gemeinschaft Gott zu suchen, in Frieden miteinander zu leben und die uns von Christus gegebenen Lebensregeln täglich von neuem anzustreben.
Die Mitglieder dieses Freundeskreises haben ihren Wohnsitz und Arbeitsplatz an verschiedenen Orten der Schweiz und im Ausland. Jedes Mitglied bestimmt selbst, wie oft und in welcher Form es den Kontakt zur Gemeinschaft pflegt. Sie sind nicht vereinsmässig organisiert, erheben keine Beiträge, treiben keine Werbung und veranstalten weder Versammlungen noch Kundgebungen.
Sie glauben, dass der Mensch das liebe- und machtvolle Wirken Gottes in der Schöpfung erkennen und sich dieser göttlichen Ordnung fügen sollte, um somit seine wahre Rolle innerhalb der ganzen Schöpfung zu erfüllen. Hierfür stehen ihm die Natur, die Heilige Schrift und die darin enthaltenen Gebote und Weisungen zur Verfügung.
1969 hatte die Vereinigung über 100 Mitglieder in Linden und gegen 200 in den genossenschaftlichen Aussenbetrieben. 1978 gab es nach eigenen Angaben rund 130 Mitglieder.
Aussenstationen gab es Mitte der 1990er Jahre im Kanton Appenzell, in Österreich, Italien und den USA.
In den 1990er Jahren wurde die Geistige Vereinigung Methernitha in Christliche Vereinigung Methernitha umbenannt.

## Die Genossenschaft Methernitha
Die 1960 gegründete Genossenschaft «Methernitha» ist eine überkonfessionelle Wohn- und Arbeitsgemeinschaft mit demokratischen Grundregeln. Es gibt etwa 140 Mitglieder (Stand 2005), von denen einige nicht Mitglied in der christlichen Vereinigung Methernitha, sondern in einer der schweizerischen Landeskirchen sind. Das Hauptziel der Genossenschaft ist die gemeinsame Erarbeitung der Mittel für den Lebensunterhalt. Naturnahes Wirtschaften und das Betreiben eines kleinen Wasserkraftwerkes gehören dazu wie das gemeinsame Streben nach Erkenntnis der Wunder der Natur und des Menschen.
In den 1980er und 1990er Jahren produzierte die Genossenschaft besonders Archivgestelle und Elektronikprodukte.

## Kontroversen
Der Gründer Paul Baumann wurde am 29. Oktober 1976 von einem Berner Oberländer Geschworenengericht wegen qualifizierter Unzucht mit minderjährigen Mädchen zu sechs Jahren Gefängnis verurteilt.
Nach seiner Entlassung 1982 lebte Baumann wieder innerhalb der Methernitha. Die Verurteilung Baumanns führte dazu, dass rund 200 der 300 Mitglieder die Gemeinschaft verliessen.